# Willemijn van Gurp
Willempje (Willemijn) Petroff-van Gurp (Den Haag, 7 november 1918 – Baarn, 25 april 2021) was tijdens de Tweede Wereldoorlog koerierster voor het verzet.

## Biografie
Willemijn van Gurp groeide op in een streng gereformeerd gezin met vijftien kinderen, als dochter van de in Breda geboren winkelbediende Josephus Gerardus van Gurp (1890-1963) en Henderkien Sanders (1889-1978), die in 1911 trouwden. De vader van haar vader was lompenhandelaar, de vader van haar moeder schoenmaker.
Mede vanwege de strenge opvoeding ging zij al op 24-jarige leeftijd in Den Haag op kamers wonen. Zij werkte als secretaresse en kwam in contact met vrienden die in het verzet zaten. Zij sloot zich bij hen aan en werd koerierster voor de Landelijke Organisatie voor Hulp aan Onderduikers en Landelijke Knokploegen. Voor hen bezorgde ze distributiebonnen, vervalste persoonsbewijzen en een keer dynamiet.
Op 10 juni 1944 werd zij in Den Haag opgepakt. Van het Oranjehotel in Scheveningen kwam zij via Kamp Vught en Ravensbrück op 15 oktober 1944 terecht in het Agfacommando, een buitenkamp van Dachau. Eind april 1945 werd het kamp ontruimd en gingen de vrouwen op mars naar het zuiden. In Wolfratshausen werden ze op 1 mei 1945 bevrijd door de Amerikanen. Op 21 mei 1945 zetten zij in Oudenbosch weer voet op Nederlandse bodem. Met de hulp van soldaten van de Prinses Irene Brigade lukte het hen door te reizen naar het westen van het land.
Na de bevrijding verbleef Van Gurp vier maanden in Schotland en Leeds in Engeland, als begeleidster van een groep ondervoede en gedemoraliseerde kinderen uit Den Haag. Later ging zij in Baarn werken bij de Philips Phonografische Industrie (PPI). Ze sprak weinig over haar oorlogservaringen, tot Wim Velthuizen haar in 2010 interviewde voor de Baarnse televisie. Sindsdien heeft ze op vele scholen voorlichting gegeven over de Tweede Wereldoorlog. Daarnaast deed zij veel vrijwilligerswerk, onder meer als secretaris van de tennisclub van de PPI. In 2015 was zij een van de twaalf geportretteerde gevangenen in de tentoonstelling Geen nummers maar namen over Nederlandse politiek gevangenen in Dachau.
Willemijn Petroff-van Gurp overleed in Huize Bloemendael in Baarn op 102-jarige leeftijd.

## Onderscheidingen
Willemijn van Gurp was draagster van het verzetsherdenkingskruis. Op 5 maart 2021, bij bijzondere gelegenheid, werd zij in het gemeentehuis van Baarn door burgemeester Mark Röell benoemd tot ridder in de Orde van Oranje-Nassau voor haar verdiensten als onder andere voorlichter over de Tweede Wereldoorlog.